# Putsch vom 23. Februar 1981
Der Putsch vom 23. Februar 1981 war ein missglückter Versuch von Teilen der Guardia Civil und des Militärs, die Demokratie in Spanien zu beenden und eine neuerliche Diktatur zu errichten. In Spanien wird er umgangssprachlich 23-F für das Datum oder auch El Tejerazo nach einem der Beteiligten genannt.
Ursache war die Frustration von Teilen der Armee und der Anhänger Francisco Francos über die seit dem Tod des Diktators im Rahmen der Transición in Spanien in Gang gekommenen Reformen hin zu einem modernen, demokratischen Rechtsstaat, über die wirtschaftliche Lage des Landes und über das Terrorismusproblem.
Der Putsch scheiterte am entschlossenen Auftreten des Königs Juan Carlos I., der in seiner Rolle als Oberbefehlshaber der spanischen Streitkräfte in einer in Uniform gehaltenen Fernsehansprache, sechs Stunden nach Beginn des Putschversuchs, die Armeeangehörigen in die Kasernen zurück befahl und sich eindeutig für den Demokratieprozess und die spanische Verfassung aussprach. Sein persönliches Eingreifen entzog dem Putsch nicht nur den Boden, sondern festigte in der Folge auch entscheidend die junge spanische Demokratie sowie die Rolle von König Juan Carlos in der Öffentlichkeit.

## Vorgeschichte
Nach dem Tod Francos im Jahr 1975 begannen Juan Carlos als nachfolgendes Staatsoberhaupt und Adolfo Suárez als von ihm 1976 eingesetzter, 1977 demokratisch gewählter Ministerpräsident, in Spanien eine Demokratie einzuführen. 1978 wurde eine neue, demokratische Verfassung verabschiedet. Während der Transition kämpfte die junge Monarchie gegen eine Wirtschaftskrise – 16 % Inflation, 20 % Arbeitslosenquote und ansteigende Kapitalflucht – und zunehmende Terrorattentate der ETA und FRAP.
Außerdem hielten rechte Kräfte, die sich unter anderem aus der zur ehemaligen Einheitspartei gehörenden rechtsextremen Falange rekrutierten und von ehemaligen Begünstigten des Franco-Regimes geführt wurden, konspirative Treffen ab. Sie drohten der durch die Krise geschwächten Regierung aber auch offen. Durch die sogenannte Operation de Gaulle wollten sie eine „Regierung der nationalen Rettung“ etablieren. Sie sollte von General Alfonso Armada Comyn geführt werden, dem ehemaligen Generalsekretär des Königs. In diese Überlegungen waren fast alle hochrangigen Politiker des Landes, auch von PSOE, involviert. Auch der König äußerte sich zweideutig gegenüber der gewählten Regierung, z. B. in der Weihnachtsansprache an das spanische Volk 1980. Javier Cercas spricht von einer dadurch entstandenen „Plazenta des Putsches“.
Um einem „harten“ Putsch wie zum Beispiel in Chile 1973 oder der Türkei 1980 zuvorzukommen, sollte eine „Regierung der nationalen Rettung“ aus allen Parteien (mit Ausnahme der kommunistischen Partido Comunista de España) unter der Führung eines Militärs gebildet werden, um das Land für einige Jahre zu stabilisieren und danach eventuell wieder zur Demokratie zurückzukehren. Nach Zeugenaussagen versicherte Armada den Verschwörern die Rückendeckung durch den König und versuchte, als die beiden später putschten, den Monarchen davon zu überzeugen, dass nur er die Situation retten könne. Wie genau sich die beiden Vorhaben überkreuzten, ist aber nie gänzlich geklärt worden.
Adolfo Suárez war am 29. Januar 1981 als Ministerpräsident von Spanien zurückgetreten. Als Nachfolger sollte am 23. Februar 1981 Leopoldo Calvo-Sotelo gewählt werden.

## Verlauf

### Putsch

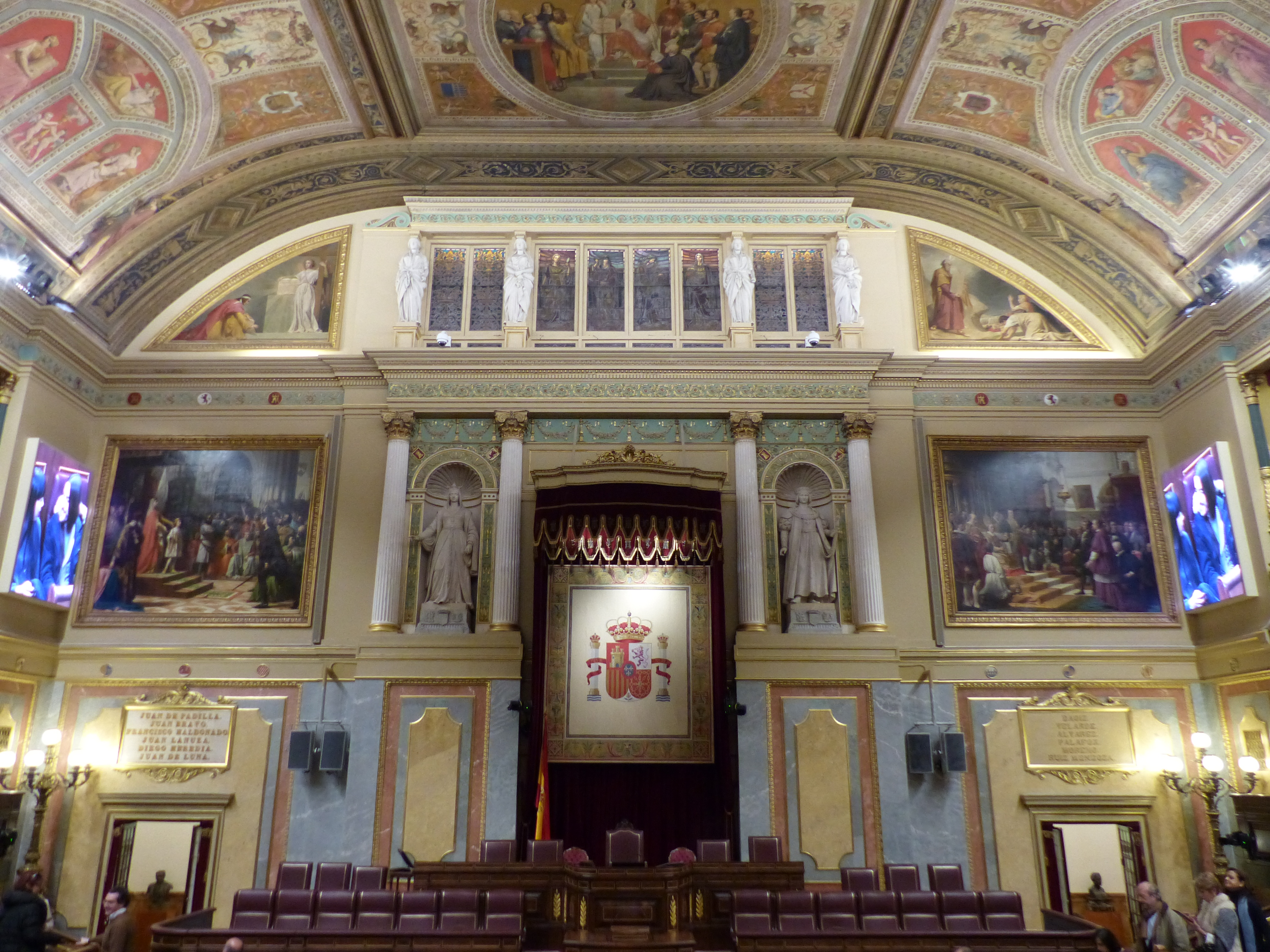
Parlamentssaal (Aufnahme von 2015)

Um 18:23 Uhr stürmte Oberstleutnant Antonio Tejero mit zwei mit Maschinenpistolen bewaffneten Hundertschaften der Guardia Civil das Parlament, das sich gerade in der Wahl des neuen Ministerpräsidenten befand, und unterbrach die Sitzung. Es entstand das Weltpressefoto des Jahres 1981, auf dem zu sehen ist, wie Putschist Antonio Tejero mit einer Pistole in der Hand am Rednerpult steht.
Das Geschehen wurde live im Radio übertragen.
Fernsehkameras hielten fest, wie ein Tumult entstand, als der Vizepräsident der Regierung Manuel Gutiérrez Mellado zum Rednerpult eilte, nach einer Erklärung verlangte und als Generalleutnant und ranghöchster anwesender Militär die Putschisten scharf aufforderte, die Waffen niederzulegen. Um für Ruhe zu sorgen, befahlen die Putschisten den Abgeordneten, sich auf den Boden zu legen („al suelo“), und schossen einige MP-Salven in die Luft. Daraufhin duckten sich die Abgeordneten hinter ihren Pulten, lediglich drei blieben stehen bzw. auf ihren Plätzen sitzen: Vizepräsident Mellado, der noch geschäftsführende Ministerpräsident Adolfo Suárez sowie Kommunistenführer Santiago Carrillo, der scheinbar unbeeindruckt eine Zigarette rauchte.
Etwa zehn Minuten nach der Erstürmung durften sich die Abgeordneten wieder aufsetzen. Ein Hauptmann der Guardia Civil trat ans Rednerpult und verkündete:

„Guten Abend! Es wird Ihnen nichts passieren. Wir warten, bis die zuständige militärische Autorität hier ist. Die wird dann bestimmen, was weiter passiert und es uns mitteilen. Seien Sie beruhigt. Ich weiß nicht, ob es eine Viertelstunde dauern wird, 20 Minuten oder eine halbe Stunde – länger glaube ich kaum. Die zuständige – natürlich militärische – Autorität, wird dann bestimmen, was geschehen soll. Ihnen wird nichts geschehen, also seien Sie alle beruhigt.“

Kurz nach der Erstürmung des Parlaments ließ der Befehlshaber der III. Militärregion (Valencia), General Milans del Bosch, über den Rundfunk ein Dekret verkünden, mit dem in der Region praktisch der Ausnahmezustand verhängt wurde. Es begann mit dem Einleitungssatz: 

„Ich, Jaime Milans del Bosch y Ussía, Generalleutnant des Heeres und Befehlshaber der III. Militärregion, gebe angesichts der Vorgänge, die sich in diesen Augenblicken in der Hauptstadt Spaniens ereignen, und des eingetretenen Machtvakuums bekannt, dass es meine Pflicht ist, in der unter meinem Kommando stehenden Militärregion die Ordnung aufrechtzuerhalten, bis entsprechende Anweisungen Seiner Majestät des Königs eingehen, und verfüge hiermit: […]“

Gleichzeitig fuhren in Valencia Panzer auf die Straßen und motorisierte Einheiten besetzten strategisch wichtige Punkte der Stadt.
Gegen 19:40 Uhr wurden im Parlament nacheinander Ministerpräsident Adolfo Suárez, Oppositionsführer Felipe González (PSOE), Vizeministerpräsident Manuel Gutiérrez Mellado, Alfonso Guerra (Vizegeneralsekretär der PSOE), Verteidigungsminister Agustín Rodríguez Sahagún und Kommunistenführer Santiago Carrillo von den Putschisten aus dem Plenarsaal geführt, ohne dass mitgeteilt wurde, wohin sie gebracht wurden. Diese sechs Politiker wurden bis zur Freilassung am nächsten Tage getrennt von den anderen Abgeordneten gefangengehalten.

### Gegenmaßnahmen
Da sich das komplette Kabinett im Parlament befand und damit handlungsunfähig war, entstand ein Machtvakuum, das von zwei Seiten aufgefangen wurde: Zum einen durch den König und den Generalsekretär des Königshauses, Sabino Fernández Campo, zum anderen traten die Staatssekretäre der Regierung als provisorisches Kabinett zusammen, das von dem für die Guardia Civil und die Nationalpolizei zuständigen Innenstaatssekretär Francisco Laína geleitet wurde.
Eine wesentliche Rolle hatten die Putschisten der in und um Madrid stationierten Panzerdivision Brunete zugedacht, deren Einheiten ausrücken und strategisch wichtige Punkte der Hauptstadt besetzen sollten. Zu den Verschwörern zählten einige Stabsoffiziere der Division und ihr vormaliger Befehlshaber  General Luis Torres Rojas. Der Kommandeur der Division, General José Juste Fernández, befand sich am 23. Februar auf dem Weg zu einem Manöver bei Saragossa. Torres Rojas hingegen hatte seinen Dienstposten in La Coruña unter dem Vorwand verlassen, in Madrid persönliche Angelegenheiten zu erledigen zu haben. Tatsächlich aber war er am 23. Februar im Hauptquartier der Division anwesend, übernahm praktisch das Kommando und ließ das Ausrücken der Truppen vorbereiten.
Als General Juste von ungewöhnlichen Vorgängen in seiner Division erfuhr (den Soldaten war – ohne dass er Kenntnis davon hatte – untersagt worden, die Kasernen nach Dienstschluss zu verlassen), kehrte er jedoch ins Hauptquartier zurück. Die Verschwörer teilten ihm mit, dass sie die Unterstützung des Königs und Generals Alfonso Armada hätten, der sich in diesem Moment „an der Seite des Königs“ befände. Armada war stellvertretender Stabschef des Heeres und von ihm war bekannt, dass er ein persönlicher Freund des Königs war.
Juste rief daraufhin – nachdem er von den Vorgängen im Parlament erfahren hatte – im Königlichen Palast (dem Palacio de la Zarzuela) an und fragte nach General Armada, worauf Sabino Fernández Campo antwortete, dass dieser nicht dort sei und auch nicht erwartet werde. Damit wurde für Juste klar, dass König Juan Carlos den Putsch nicht unterstützte. Er ließ die Vorbereitungen für das Ausrücken der Truppen einstellen. Parallel dazu hatte der Befehlshaber der I. Militärregion (Madrid), General Guillermo Quintana Lacaci, ebenfalls entsprechende Befehle direkt an einzelne Einheiten der Division ausgegeben. Außerdem war man durch diesen Anruf nunmehr in der Zarzuela gewarnt, dass Alfonso Armada in die Verschwörung verstrickt sein könnte, sodass der König das telefonische Angebot Armadas, in den Palast zu kommen, ablehnte.
Aufgrund dieser Umstände blieben die Streitkräfte in Madrid zum allergrößten Teil in den Kasernen. Hiervon gab es nur zwei nennenswerte Ausnahmen:
- Gegen 19:45 Uhr besetzte ein Trupp von etwa 40 Soldaten unter Befehl eines Hauptmanns die Sendezentrale von Radiotelevisión Española (RTVE) in Pozuelo de Alarcón nahe Madrid. Von den Journalisten wurde verlangt, das gewöhnliche Fernsehprogramm fortzusetzen (allerdings ohne Nachrichtensendungen) und im Radio Militärmärsche zu spielen, was dann auch geschah. Gegen 21:15 Uhr verließen die Soldaten nach mehreren Telefonaten mit übergeordneten Befehlshabern den Sender wieder. Sodann wurde über den Rundfunk verkündet, dass der Sender kurzzeitig vom Militär besetzt worden war und jetzt aber wieder frei über die Vorgänge in Madrid und im Land berichtet werden könne. Erst jetzt konnten zwei Aufnahmeteams des Fernsehens zum Zarzuela-Palast beordert werden, um dort eine Erklärung des Königs aufzuzeichnen und später im Fernsehen auszustrahlen.
- Gegen 1.00 Uhr in der Nacht fuhr Major Ricardo Pardo Zancada, ein Stabsoffizier der Division Brunete, mit etwa 100 Militärpolizisten vor dem Parlamentsgebäude vor und schloss sich Oberstleutnant Tejero an.

Zu Beginn des Putsches versicherte sich der König der Loyalität des Oberkommandos der Streitkräfte (Junta de los Jefes de Estado Mayor), insbesondere des Oberbefehlshabers des Heeres, General José Gabeiras Montero. Weiter setzten sich der König und sein Stab persönlich telefonisch mit den Befehlshabern der neun Militärregionen und den Militärgouverneuren in den Provinzen in Verbindung. Mit vielen dieser Militärs war der König persönlich bekannt. Die Bedeutung dieser Aktivitäten lag nicht in erster Linie darin begründet, dass der König nach der Verfassung nominell der Oberbefehlshaber der Streitkräfte ist, sondern vielmehr, dass damit klargestellt wurde, dass die Verschwörer nicht – wie von diesen behauptet – im Namen des Königs handelten.
Gegen 21:10 Uhr wurde im Fernsehen eine kurze von Innenstaatssekretär Francisco Laína verlesene Erklärung ausgestrahlt:

„Durch die gewaltsamen Handlungen, die sich im Parlamentsgebäude ereignet haben, ist eine Lage eingetreten, in der eine normale Tätigkeit des Ministerrates, dessen Mitglieder im Parlament gefangengehalten werden, nicht möglich ist. Unter diesen Umständen haben sich die Staats- und Unterstaatssekretäre der verschiedenen Ministerien auf Anweisung Seiner Majestät des Königs zu einer Sitzung von unbestimmter Dauer zusammengefunden, um die Regierung des Landes durch die Zivilbehörden und in engem Kontakt mit der Junta de Jefes de Estado Mayor, die ebenfalls zusammengetreten ist, zu garantieren. Nach den uns, die wir im Namen der Regierung vorübergehend mit der politischen Leitung des Landes betraut sind, vorliegenden Informationen herrscht im gesamten Staatsgebiet absolute Ruhe und es ist eine schnelle Lösung für diese Situation zu erwarten, in der eine vorübergehende Unterbrechung der parlamentarischen Tätigkeit eingetreten ist. Diejenigen, die in diesem Moment übergangsweise und unter Leitung und mit Billigung Seiner Majestät des Königs die volle zivile und militärische Gewalt übernommen haben, können ihren Landsleuten versichern, dass gewaltsame Aktionen das vom Volk ersehnte demokratische Zusammenleben, das seinen Ausdruck in der Verfassung findet, zu deren Schutz sich zivile wie militärische Amtsträger per Eid verpflichtet haben, nicht zu zerstören vermögen.“

Diese Erklärung hatte vor allem den Zweck, der Bevölkerung zu signalisieren, dass das Land trotz der außergewöhnlichen Umstände nicht ohne zivile politische Führung war.
Weiter setzte sich Laína mit Parteien und Gewerkschaften in Verbindung und bat, Ruhe zu bewahren, da die Befürchtung bestand, dass Massendemonstrationen o. ä. bisher noch unentschiedenen Militärs den Vorwand für ein Eingreifen geben könnten.
Auf Befehl Laínas begab sich der Oberbefehlshaber der Guardia Civil, General José Antonio Aramburu Topete, zum Parlamentsgebäude. Er befahl den dort Wache haltenden Mannschaften Tejeros, wieder in die Busse zu steigen. Als dann Tejero erschien, befahl er diesem, sich zu ergeben. Tejero erklärte jedoch, er werde Befehle nur von Milans del Bosch entgegennehmen. Es entwickelte sich eine äußerst angespannte Situation, in der sowohl Tejero als auch Aramburu zu ihren Dienstpistolen griffen. Schließlich zog sich Aramburu zurück.
Wenig später wurde das Parlamentsgebäude von Einheiten der Guardia Civil und der Policía Nacional umstellt. Die Oberbefehlshaber Generalleutnant José Antonio Aramburu Topete (Guardia Civil) und José Antonio Saénz de Santamaría (Policía Nacional) sowie Mariano Nicolás (Zivilgouverneur von Madrid) richteten im nahe dem Parlamentsgebäude gelegenen Hotel Palace eine Einsatzzentrale ein. Es wurde die Möglichkeit einer Stürmung des Parlaments erörtert, wovon aber wegen der beträchtlichen Zahl der zu erwartenden Opfer Abstand genommen wurde.
Außer in Valencia hatten sich auch bis Mitternacht keine weiteren Garnisonen dem Aufstand offen angeschlossen. Bei vielen war aber nicht vollends klar, ob sie vorbehaltlos auf Seiten der verfassungsmäßigen Ordnung standen.
Gegen Mitternacht erschien General Armada im Hotel Palace und verkündete, dass er mit Tejero reden und nach einem Ausweg aus der Situation suchen wolle. Der General begab sich dann ins Parlamentsgebäude und redete mit Tejero. Hierbei bat er – nach den meisten Schilderungen – Tejero, zu den Abgeordneten sprechen zu dürfen. Er wolle ihnen eine Regierung unter seiner Führung vorschlagen, mit Ministern aus allen großen Parteien und dem Militär. Tejero habe jedoch nur eine Militärjunta akzeptieren wollen, sodass Armada schließlich das Parlament wieder verließ. Armada bestritt diesen Inhalt des Gesprächs bis zu seinem Tod im Dezember 2013.
Als Armada das Gebäude verließ, ließ Laína ihn von Mariano Nicolás in sein Büro bringen, wo er den General zur Rede stellte. Armada durfte danach in sein Büro im Generalstab des Heeres zurückkehren, blieb aber unter Bewachung.
Um 1:14 Uhr wurde die Fernsehansprache des Königs gesendet, in der er – in der Uniform des Oberbefehlshabers – den Putschversuch verurteilte und sich auf die Seite der Demokratie stellte:

«Al dirigirme a todos los españoles, con brevedad y concisión, en las circunstancias extraordinarias que en estos momentos estamos viviendo, pido a todos la mayor serenidad y confianza y les hago saber que he cursado a los Capitanes Generales de las Regiones Militares, Zonas Marítimas y Regiones Aéreas la orden siguiente:
‹Ante la situación creada por los sucesos desarrollados en el Palacio del Congreso y para evitar cualquier posible confusión, confirmo que he ordenado a las Autoridades Civiles y a la Junta de Jefes de Estado Mayor que tomen todas las medidas necesarias para mantener el orden constitucional dentro de la legalidad vigente. Cualquier medida de carácter militar que en su caso hubiera de tomarse deberá contar con la aprobación de la Junta de Jefes de Estado Mayor.›
La Corona, símbolo de la permanencia y unidad de la patria, no puede tolerar en forma alguna acciones o actitudes de personas que pretendan interrumpir por la fuerza el proceso democrático que la Constitución votada por el pueblo español determinó en su día a través de referéndum.»

„Im Anblick der außergewöhnlichen Umstände, die wir in diesen Augenblicken durchleben, richte ich mich mit dieser kurzen Ansprache an alle Spanier. Ich bitte Sie alle um allergrößte Besonnenheit und um Ihr Vertrauen. Weiter teile ich mit, dass ich folgenden Befehl an die regionalen Befehlshaber der Land-, See- und Luftstreitkräfte ausgegeben habe:
‚Angesichts der Lage, die durch die Ereignisse im Sitz des Abgeordnetenhauses eingetreten ist, und um jedem möglichen Zweifel zu begegnen, bestätige ich, dass ich die Zivilbehörden und den Generalstab der Streitkräfte angewiesen habe, im Rahmen der Gesetze alle notwendigen Maßnahmen zu ergreifen, um die verfassungsmäßige Ordnung aufrechtzuerhalten. Etwa notwendig werdende militärische Maßnahmen jeglicher Art bedürfen der Zustimmung des Generalstabs der Streitkräfte.‘
Die Krone als Symbol der Beständigkeit und Einheit des Vaterlandes, kann in keiner Weise Handlungen von Personen hinnehmen, die versuchen, mittels Einsatzes von Gewalt den demokratischen Prozess zu stören, der durch die Verfassung, die das spanische Volk in einer Volksabstimmung angenommen hat, vorgegeben ist.“

Als auch danach die Truppen in Valencia nicht abzogen, wandte der König sich nochmals telefonisch und per Telex an Milans del Bosch und befahl ihm, die Truppen in die Kasernen zurückzunehmen und sein Dekret aufzuheben. Darauf wurden die Truppen von den Straßen Valencias zurückgezogen.
Gegen fünf Uhr hob Milans del Bosch auch das Dekret vom Vortag auf und übermittelte das Aufhebungsdekret, das gegen sechs Uhr im Rundfunk verbreitet wurde, per Telex an die Zarzuela, die es wiederum an alle Militärregionen weiterleitete. Spätestens damit war klar, dass sich keine weiteren Militäreinheiten mehr dem Putsch anschließen würden und Tejero und Zancada mit ihren Leuten im Parlamentsgebäude isoliert waren.
Am Morgen zeigten sich unter den Besatzern des Parlaments erste Auflösungserscheinungen, da man im Gebäude über die Vorgänge im Rest des Landes in groben Zügen informiert war und die angekündigte militärische Autorität nicht erschienen war. Tejero versuchte noch Milans del Bosch telefonisch zu erreichen, der sich aber jetzt verleugnen ließ. Danach begannen die Verhandlungen über die Bedingungen des Abzugs der Putschisten, wobei vereinbart wurde, dass Dienstgrade vom Leutnant abwärts nicht wegen ihrer Beteiligung zur Verantwortung gezogen würden.
Gegen 10:00 Uhr des 24. Februar 1981 wurden zunächst die weiblichen Abgeordneten freigelassen. Schließlich durften gegen Mittag auch die restlichen Abgeordneten das Gebäude verlassen. Danach zogen Tejero und Zancada mit ihren Leuten ab und wurden später verhaftet.

## Folgen
Am Tag nach dem Putsch mahnte der König die Politik:

„Eine harte und offene Reaktion gegen die Verantwortlichen des Aufstandes ist ebenso wenig ratsam, wie diese Reaktion auf die Streit- und Sicherheitskräfte generell zu übertragen.“

Die Frage der Autonomien in Spanien wurde ebenso vertagt wie eine Militär- oder Polizeireform.
Die Führer der Putschisten wurden vor Gericht gestellt und zu Freiheitsstrafen von bis zu 30 Jahren verurteilt, wobei die Beteiligung und Identität möglicher Hintermänner ungeklärt blieb. Der letzte inhaftierte Putschist, Tejero, wurde 1996 vorzeitig aus der Haft entlassen.
Bis zum Putsch galt Juan Carlos vielen Spaniern als Marionette und Zögling Francos und war entsprechend unpopulär. Auch in der Krise hatte er sich häufig mehrdeutig geäußert. Nach dem Putschversuch wurde seine Position nicht mehr in Frage gestellt und eine Mehrheit der Spanier bekannte sich offen als Anhänger des Königs (umgangssprachlich Juancarlisten).
Ein Begriff, der häufig in Zusammenhang mit dem Putschversuch fällt, ist der des «elefante blanco» (deutsch: „weißer Elefant“). Damit wird die „militärische Autorität“ bezeichnet, deren Eintreffen den Parlamentariern von den Putschisten angekündigt wurde, die dann aber nicht erschien. Wer der „elefante blanco“ war, auf den die Putschisten warteten, wurde nie geklärt. Die spanische Journalistin Pilar Urbano, eine Numerarierin des Opus Dei, stellte in einem 2014 erschienenen Buch die These auf, mit dem „weißen Elefanten“ sei König Juan Carlos I. selbst gemeint gewesen, der den Putsch anfänglich unterstützt und erst während der Besetzung des Parlaments seine Meinung geändert habe. Das spanische Parlament weigert sich bis heute, die Akten zum Geschehen freizugeben.

## Trivia

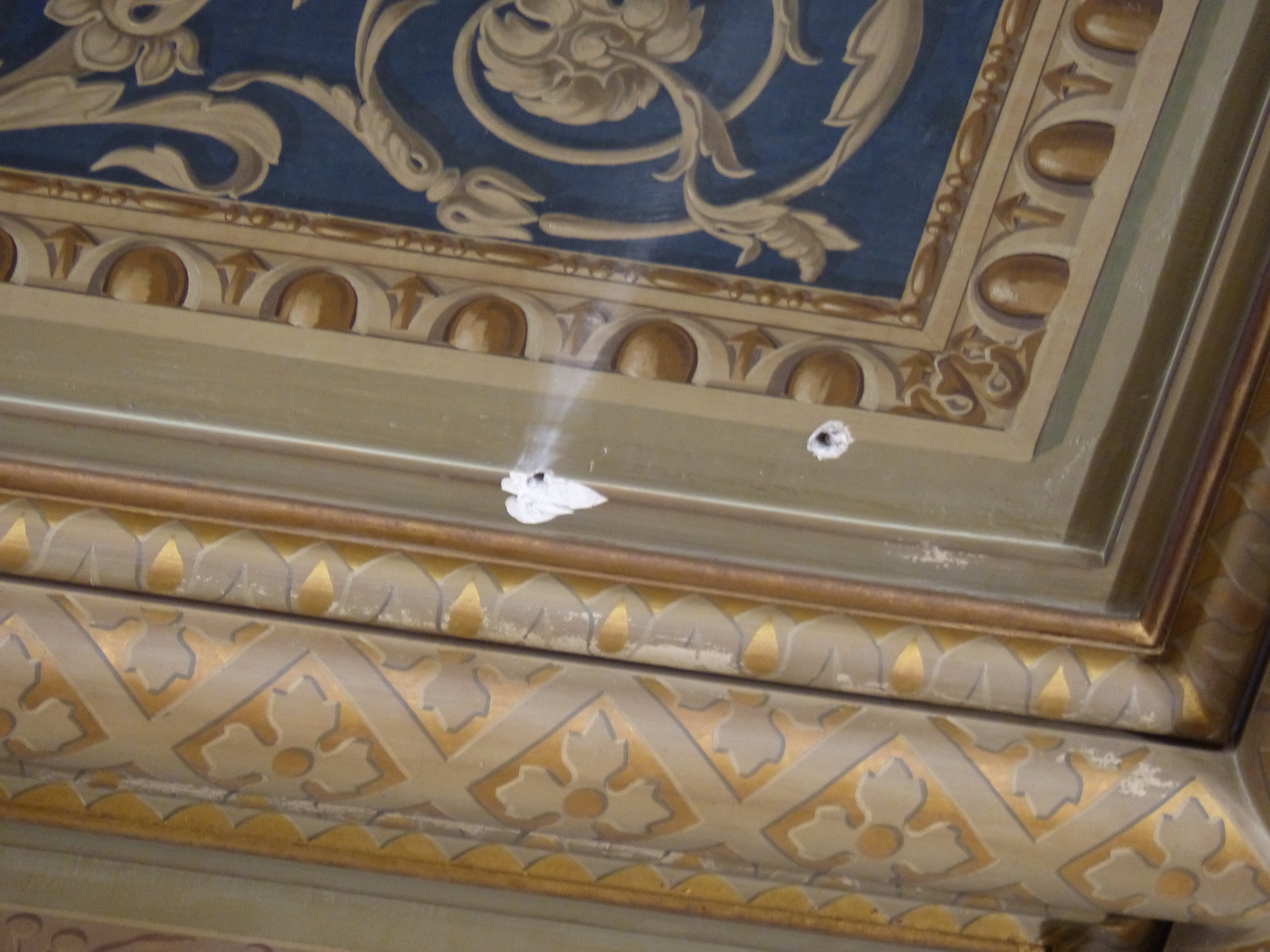
Heute noch sichtbare Einschusslöcher in der Decke des Parlamentssaals

Zu einem geflügelten Wort hat sich in Spanien der Satz «Ni está ni se le espera» (deutsch: „Weder ist er hier noch wird er erwartet“) entwickelt, mit dem Sabino Fernández Campo die Frage des General Juste beantwortete, ob Armada im Zarzuela-Palast sei.
Ein Teil der von den Maschinenpistolen-Salven herrührenden Einschusslöcher in der Decke des Plenarsaals ist noch heute zu sehen. Sie wurden zur Erinnerung an das Ereignis erhalten. Allerdings sind einige der Löcher bei Renovierungsarbeiten im Jahre 2013 aufgrund eines Versehens mitausgebessert worden und damit verschwunden.
Auf den Putschversuch spielt auch eine Szene in dem 2014 erschienenen spanischen Animationsfilm Clever & Smart in geheimer Mission (Original: Mortadelo y Filemón contra Jimmy el Cachondo) an. Darin befiehlt Fred Clever, als Offizier der Guardia Civil verkleidet und deutlich als Antonio Tejero erkennbar, den Kandidaten einer Reality-TV-Show, sich auf den Boden zu legen, und schießt mit einer Pistole zweimal in die Decke des Fernsehstudios.
Während der Nacht befand sich der Sohn Juan Carlos’ I. und spätere König Felipe VI. an der Seite seines Vaters. Dieser erklärte das mit dem Satz: „Er sollte sehen, wie ich mein Amt ausübe, wenn alles in Frage gestellt ist.“
Als bedeutend galt damals wie in der Rückschau, dass die damals wie heute wichtigste Zeitung des Landes, El País, eine Sonderausgabe heraus brachte und unter abenteuerlichen Bedingungen im Straßenverkauf unters Volk brachte. Der Aufmacher titelte wortspielend El País con la Constitución – was sowohl als Bekenntnis zur Verfassung seitens der Zeitung, als auch als Aussage, dass das ganze Land hinter der Verfassung stehe, gedeutet werden kann. Zum fünfunddreißigjährigen Jubiläum 2016 produzierte die Zeitung eine Dokumentation mit Interviews vieler Zeitzeugen unter dem Titel der damaligen Zeitungsüberschrift.